# Living Treasures of Hawaiʻi
Das Programm Living Treasures of Hawaiʻi wurde 1976 vom buddhistischen Tempel Honpa Hongwanji Mission of Hawaii ins Leben gerufen, um Einwohner Hawaiis zu ehren. Es wurde von der japanischen Auszeichnung Lebender Nationalschatz inspiriert und wird jährlich verliehen.
Die Ausgewählten müssen kontinuierliches Wachstum auf ihrem Gebiet nachweisen, bedeutende Beiträge zu einer humaneren und brüderlicheren Gesellschaft geleistet haben und ein kontinuierliches Streben nach Exzellenz und ein hohes Maß an Leistung gezeigt haben. Die Preisträger werden jedes Jahr bis zum 1. August von Mitgliedern der Öffentlichkeit nominiert und von einem vom Tempel ernannten Komitee ausgewählt.